# Волфганг Козак
Волфганг Козак (на немски: Wolfgang Kosack) е немски египтолог и коптолог.

## Биография
Роден е на 29 октомври 1943 г. в Берлин.
Волфганг Козак защитава докторска дисертация на тема „Легендата в коптската култура. Изследвания на словесния фолклор на Египет“ през 1970 г. в Бонския университет. Преводач е на различни древни коптски текстове.
В продължение на няколко години работи с Мустафа Махер като редактор в германо-арабското списание за култура Armant, издавано от Хелмут Биркенфелд. Работи и като библиотекар в Държавната библиотека на Берлин. Живее и работи в Берлин.